# 加藤大冴
加藤 大冴（かとう たいが、2005年8月24日 - ）は、ジャパンラグビーリーグワン静岡ブルーレヴズに所属するラグビー選手。

## プロフィール
- 神奈川県出身[1]。
- ポジションはスクラムハーフ(SH)。
- 身長 170 cm、体重 70 kg

## 略歴
9歳から高校までニュージーランドに住んでいた。
2024年、ウエストレイクボーイズ高校卒業後、静岡ブルーレヴズに加入。